# Roy Halladay
Harry Leroy "Roy" Halladay III (14 de maio de 1977—7 de novembro de 2017) foi um jogador americano de beisebol que atuava como arremessador na Major League Baseball.
Ele foi o primeiro jogador selecionado pelo Toronto Blue Jays no Draft de 1995 da Major League Baseball, jogou pela equipe de 1998 a 2009, depois foi negociado com o Philadelphia Phillies. Halladay é conhecido por sua capacidade de lançar em profundidade em jogos de forma eficaz, ele é atualmente o líder (ativo) da MLB em jogos completos com 66, incluindo 20 shutouts.
Em 29 de maio de 2010, Halladay fez o vigésimo jogo perfeito da história da MLB, batendo o Florida Marlins por um placar de 1-0. Em 6 de outubro de 2010, em seu primeiro início de pós-temporada Halladay jogou o segundo no-hitter na história da MLB em pós-temporadas, O primeiro jogador a conseguir isso foi Don Larsen na World Series de 1956.
Conseguiu seu segundo no-hitter de 2010 no dia 29 de maio, tornando Halladay o quinto arremessador na história da MLB (e pela primeira vez desde Nolan Ryan em 1973) a conseguir mais de um no-hitter na mesma temporada.
Durante a temporada de 2012, ele se tornou o arremessador de número 67 a conseguir 2.000 strikeouts. Halladay ganhou dois prêmios Cy Young, em 2003 e 2010.

## Biografia
Nascido em Denver, Colorado, Halladay cresceu no subúrbio de Arvada, seu pai trabalhava para uma empresa de processamento de alimentos, enquanto sua mãe era uma dona de casa. Desde cedo Halladay adorava beisebol tentando jogar em todas as posições no campo, até que um dia sua habilidade como arremessador atraiu a atenção de olheiros da MLB.
Com 13 anos de idade ele começou a treinar com o lendário Bus Campbell, que treinou a quase todos os arremessadores promissores da área de Denver, incluindo Goose Gossage e Brad Lidge.
Depois de se formar na Arvada West High School ele foi selecionado pelo Toronto Blue Jays na Draft de 1995, e foi promovido para o time principal em setembro de 1998.

## Carreira

### 1998–2001
Em seu segundo jogo como arremessador iniciante, contra o Detroit Tigers em 27 de setembro de 1998, Halladay conseguiria o que teria sido o terceiro no-hitter já lançado no último dia de uma temporada regular, mas no último período do jogo Bobby Higginson bateu um home run, essa rebatida foi a única que Halladay sofreu no jogo que terminou com a vitória do Blue Jays por 2-1, Esta também foi a primeira vitória da carreira de Halladay como jogador profissional.
Durante a temporada de 2000, Halladay ostentou uma média de 10,64 em earned run average (ERA) em 19 jogos, 13 dos quais ele começou, fazendo sua temporada de 2000 a pior da história para qualquer arremessador com pelo menos 50 innings jogados.
No início da temporada de 2001, Halladay foi opção para a Classe A do Dunedin Blue Jays (Um tipo de Time De Base) para aprimorar suas habilidades.
A bola rapida de Halladay alcançava 95 milhas por hora (153 km / h) mas tinha pouco efeito e seus arremessos eram um pouco acima da zona de Strike o que acabou por ser a razão pela qual a sua temporada de 2000 foi tão mal sucedida. Começou a treinar com o ex-treinador de arremessadores do Blue Jays Mel Queen.
Queen percebeu que Halladay se preocupava demais com a força do arremesso deixando de lado a localização, depois de duas semanas treinando com Queen Halladay tinha alterado o seu ângulo de arremesso para uma lançamento mais enganoso, e acrescentou arremessos que se aprofundavam e se alteravam.
Em vez de arremessar por cima, ele optou a usar um lançamento de três quartos (o ponto médio entre jogar por cima e pelo lado). Como um arremessador de bola rápida ele tornou-se dependente de manter seus arremessos baixos até o Home Plate, independentemente do tipo de lançamento.
Os ajustes foram bem sucedidos e Depois de um mês e meio ele foi promovido á Duble-A Tennessee, e um mês depois, a Triple-A Siracusa.
No meio da temporada, ele estava de volta ao Blue Jays. Obteve um record de 5 victórias e 3 derrotas com um ERA  de 3,19 em 16 Jogos em 2001.

### 2002-2006
.

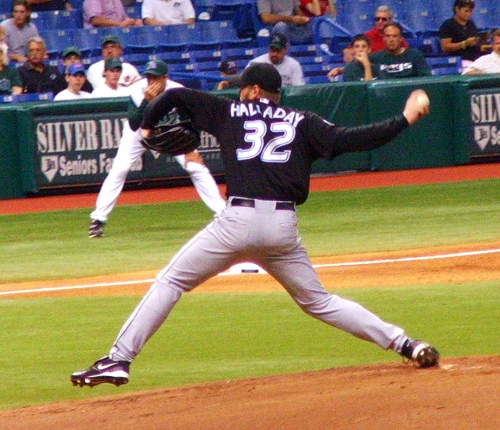
Halladay arremessando para o Blue Jays em 2006

Em 2002 Halladay teve uma ótima temporada, terminando com um recorde de 19 vitórias e apenas 7 derrotas, teve um ERA de 2,93 com 168 strikeouts em 239,1 innings, oque fez com que ele fosse convocado para o All-Star team da Liga americana.
Halladay continuou seu sucesso na temporada de 2003, registrando um recorde de 22-7 com um ERA de 3,25 em 266 innings, conseguiu 204 strikeouts e apenas 32 caminhadas.
Halladay venceu o Prêmio Cy Young da liga americana, ao ser mais uma vez nomeado um All-Star e levando o Blue Jays a surpreendentes 86 vitórias. Ele foi nomeado por seus companheiros de Liga no Players Choice Awards como AL Outstanding Pitcher . Ele também foi nomeado no Sporting News AL Pitcher of the Year e no Baseball Prospectus Internet Baseball Awards este último que é uma votação pela internet onde são escolhidos os melhore jogadores de cada liga da mlb, Halladay foi o vencedor do prêmio Cy Young da liga americana.
Em 2004, Halladay foi colocado na disabled list (Uma espécie de reabilitação para jogadores contundidos) duas vezes devido a problemas no ombro direito. Em 133,0 innings, ele obteve 8 vitórias e 8 derrotas com um ERA de 4,20 e deixou 39 rebatedores andar, sete a mais do que ele tinha deixado em 2003. Mais tarde, ele revelou que estava machucado durante toda a temporada jogando com um braço cansado, que ele acreditava ser de treinos intensos na pré-temporada.
A temporada de 2005 começou com sucesso para Halladay, obteve um record de 12-4 com um ERA de 2,41 em 19 jogos. Ele foi selecionado pela terceira vez para o All-Star team e foi escalado para ser o arremessador inicial para a Liga Americana no All-Star Game, em Detroit. No entanto, em 8 de julho, a perna de Halladay foi quebrado por uma Line Drive (No beisebol uma "Line Drive" é um tipo de bola batida, fortemente atingido um nível de trajetória baixo) rebatida pelo rebatedor do Texas Rangers Kevin Mench. Como resultado foi substituído no All-Star Game por Matt Clement do Boston Red Sox.
Apesar da reabilitação de sua perna, Halladay iria ficar fora do restante da temporada.
Em 16 de março de 2006, Halladay assinou uma prorrogação de contrato de 3 anos no valor de  $40 milhões de dólares, que duraria até 2010. Durante esse ano, Halladay terminou perto do topo da MLB em vitórias, com 16. Foi nomeado para o time da Liga Americana no seu quarto All-star game e foi reserva em 3 de julho, junto com quatro de seus companheiros de equipe do Blue Jays.
Embora o total de strikeouts de Halladay ter sido menor em 2006 do que em temporadas anteriores, sua proporção de bolas rebatidas estiveram entre a dos líderes da Liga Americana.

### 2007-2009

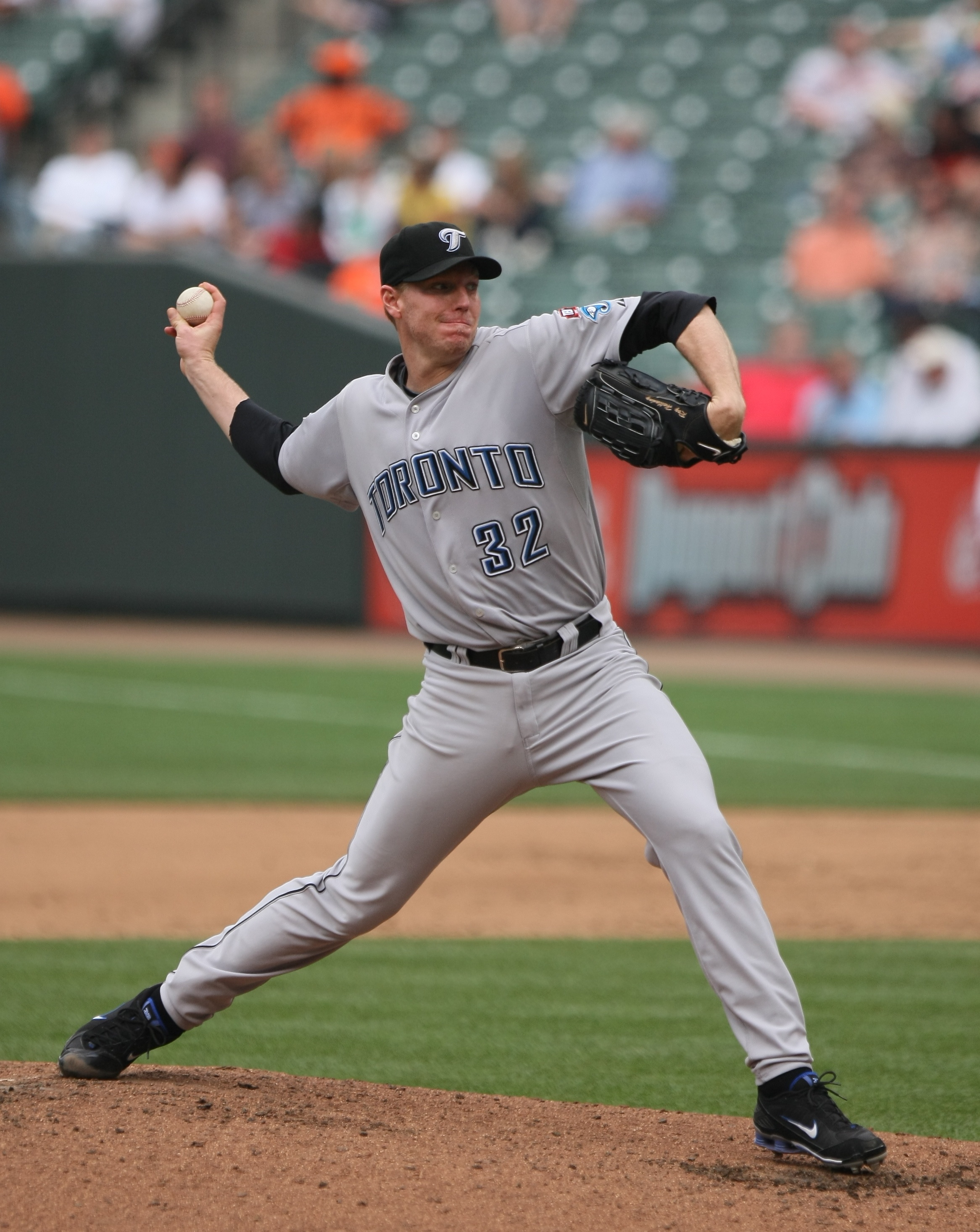
Halladay arremessando para o Blue Jays em 2009

Em abril de 2007 Hallady foi o arremessador do mês da liga americana, com 4-0 e destaque para uma vitória em um jogo de 10 innings completos sobre o Detroit Tigers. No entanto ele foi mal em seus dois inícios de jogo em maio, e em 11 de maio foi colocado na Disabled List e depois foi submetido a uma apendicectomia. Voltou para o time em 31 de maio contra o Chicago White Sox, Nesse jogo Halladay arremessou sete innings, sofrendo apenas 6 rebatidas e não permitindo corridas.
Essa foi sua vitória de número 100 na carreira. Também em 2007 Halladay conseguiu bater seu primeiro RBI da carreira. Contra o Los Angeles Dodgers em 10 de junho, Foi uma bola profunda para a parte central do campo permitindo John McDonald correr para fazer o ponto.
Em 22 de julho ele fechou um jogo, contra o Seattle Mariners permitindo apenas três rebatidas.
Em 2008, pelo sexto ano consecutivo, Halladay foi o arremessador inicial de abertura, aumentando o recorde do próprio clube.  Em 11 de julho de 2008, Halladay fez seu sétimo jogo completo da temporada, contra o New York Yankees, permitindo 0 corridas e duas rebatidas, esse foi o jogo completo de número 38 em sua carreira.
Pela quinta vez Halladay foi nomeado para o time da Liga Americana no All-Star Game como reserva. Arremessou no quarto inning, Sofrendo apenas uma rebatida e eliminando Lance Berkman. Em seu último início da temporada, ele fez um jogo completo contra o Yankees para ganhar o seu jogo de número 20 do ano. Ao fazer isso, ele se tornou o primeiro arremessador depois de Luis Tiant em 1974 a vencer cinco jogos contra os Yankees em uma única temporada. Além disso terminou em segundo lugar na votação para o premio Cy Young da liga americana, perdendo para Cliff Lee do Cleveland Indians.
Também liderou a liga americana com 9 jogos completos, e eliminou 206 batedores (dois a mais que na temporada 2003) obteve um ERA de 2,78 (a segunda melhor de sua carreira), que ficou apenas atrás de Cliff Lee, que conseguiu um ERA de 2,54.
Halladay também se tornou quarto arremessador na história da MLB a conseguir duas temporadas com 200 strikeouts e menos de 40 caminhadas.
No dia 2 de junho de 2009 Em um jogo contra o Los Angeles Angels of Anaheim, Halladay eliminou 14 batedores e jogou 133 arremessos. Em 12 de junho, ele deixou o jogo mais cedo por causa de uma lesão no músculo adutor do quadril, e foi colocado na Disabled List por 15 dias.
Em 5 de julho, ele foi selecionado para representar Toronto no All-Star Game. Em 14 de julho, começou o All-Star Game da liga americana, Arremessando 2 innings e permitindo três corridas. Naquele ano foi nomeado o #7 na lista do Sporting News, lista dos 50 maiores jogadores atuais no beisebol Uma lista que contém 100 nomes, muitos deles membros do Hall da Fama do Beisebol e ganhadores de prêmios importantes de beisebol.
Halladay terminou a temporada de 2009 com um recorde de 17-10, dando-lhe um percentual de vitórias na carreira de 0,660.
Em dezembro, a Sports Illustrated Montou um time dos sonhos em uma lista dos melhores jogadores da MLB e colocou Halladay entre os 5 melhores Arremessadores da Década.

### Philadelphia Phillies (2010-Presente)
No dia 15 de dezembro de 2009 Halladay foi transferido para o Philadelphia Phillies em uma troca, os Phillies ofereceram Travis D'Arnaud, Drabek Kyle, e Taylor Michael. Ele concordou com uma extensão de contrato no valor de $60 milhões de dólares que inclui uma clausura de 20 milhões dólares de Opção para uma quarta temporada.

### 2010

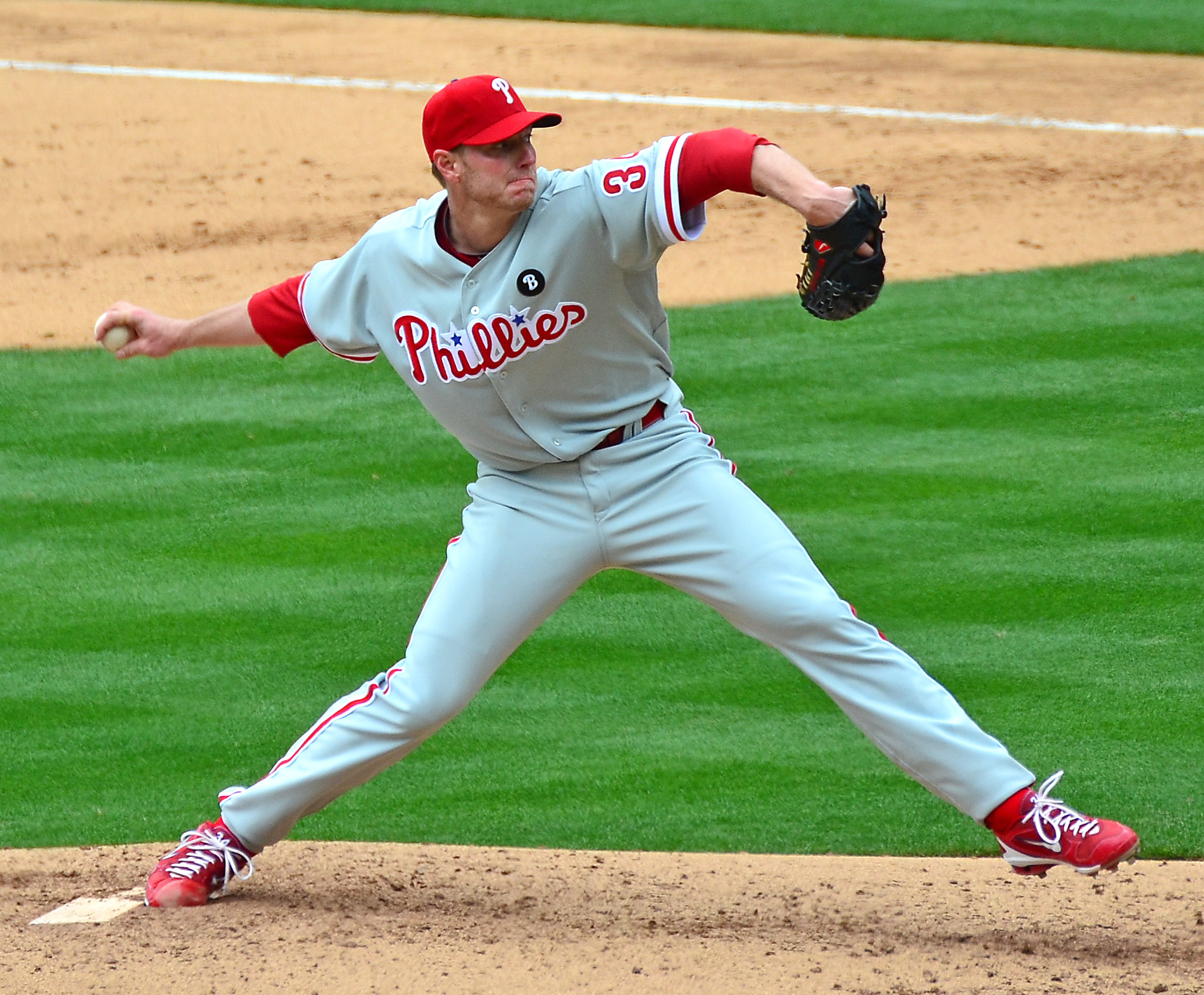
Halladay arremessando para os Phillies em 2011

No dia de abertura da temporada de 2010 contra o Washington Nationals e seu primeiro jogo com os Phillies, Halladay arremessou durante sete innings, dando-se uma corrida, sofreu 6 rebatidas e fez nove strikeouts. conseguindo assim a sua primeira vitória da temporada.
Em 21 de setembro, Halladay tornou-se o primeiro arremessador dos Phillies a ganhar 20 jogos em uma temporada desde Steve Carlton em 1982, e foi o primeiro arremessador destro dos Phillies a realizar a façanha desde Robin Roberts em 1955.
Uma semana mais tarde, em 27 de setembro, ele completou sua vitória 21, ajudando o Phillies a conquistar seu quarto título consecutivo da Liga Nacional
.
Halladay foi o vencedor do premio Cy Young de 2010, tornando-se o primeiro Phillie a ganhar o prêmio desde Steve Bedrosian em 1987 e só o quinto arremessador na história da MLB a ganhar o prêmio em ambas as ligas, juntando-se Gaylord Perry, Pedro Martínez, Randy Johnson e Roger Clemens.
Em 250 innings, Halladay terminou a temporada regular de 2010 com  um recorde de 21-10 e um ERA de 2,44, 219 strikeouts e apenas 30 caminhadas. Ele liderou a Liga Nacional em vitórias, innings, e jogos completos, incluindo 4 shutouts. Ele se tornou apenas o sétimo arremessador na história da Major League de beisebol a lançar 250 ou mais innings com 30 ou menos caminhadas, o  primeiro a fazê-lo desde Grover Cleveland Alexander em 1923 com o Chicago Cubs.

### Jogo Perfeito
No dia 29 de maio de 2010, Halladay conseguiu vigésimo jogo perfeito da história da MLB, contra o Florida Marlins, em Miami, retirando todos os 27 batedores e eliminando 11 por strikeout, não permitindo rebatidas, walks ou erros.
Esta foi a primeira vez na era moderna que dois arremessadores (Dallas Braden do Oakland A`s e Halladay) jogaram jogos perfeitos no mesmo mês e que vários jogos perfeitos tinha sido conseguido na mesma temporada.

### Pós-Temporada Sem rebatidas
No dia 6 de outubro de 2010, em seu primeiro jogo da pós-temporada, Halladay conseguiu um no-hitter game(o segunda da temporada), contra o Cincinnati Reds no primeiro jogo da Liga Nacional Divisão Série (NLDS). Ele se tornou o segundo jogador da história a conseguir um no-hitter na pós-temporada, juntando-se Don Larsen do New York Yankees, que em 1956 lançou um jogo perfeito na World Series. Ele também se tornou o primeiro arremessador desde Nolan Ryan, em 1973, a conseguir dois no-hiters em uma temporada, bem como o sétimo arremessador a lançar tanto um jogo perfeito e um temporada regular e em um pós-temporada em sua carreira, juntando-se aos Cy Young, Joss Addie, Jim Bunning, Sandy Koufax, Randy Johnson e Mark Buehrle.

### 2011
No dia 24 de abril de 2011 contra o San Diego Padres  Halladay consegiui 14 strikeouts e sofreu apenas cinco rebatidas.
Em maio, Halladay foi nomeado o vencedor de 2011 do Prêmio John Wanamaker, pelo Philadelphia Sports Congress, com base em sua temporada de 2010.
Em 12 de julho, Halladay foi o arremessador inicial do NL no All-Star Game.
Em 2011 Halladay obteve 19-6, com um ERA de 2,35, e oito jogos completos, o segundo jogador com mais jogos completos da temporada.
Terminou em segundo lugar na votação Cy Young perdendo para Clayton Kershaw do Los Angeles Dodgers
Em dezembro, Halladay foi nomeado o Atleta do Ano pelo Philadelphia Daily News, pelo segundo ano consecutivo.

### 2012
No dia 5 de abril de 2012 contra os Pirates, Halladay jogou oito innings, dando-se duas rebatidas e  eliminando 5 rebatedores.
Em uma conferência de imprensa em 6 de junho, Halladay declarou: "Em última análise, o meu objetivo é terminar minha carreira com o Phillies e ganhar uma World Series aqui. Algumas dessas coisas não são totalmente no meu controle, mas a minha intenção é jogar aqui e terminar a minha carreira aqui e estar aqui o tempo que eu puder. " Halladay afirmou isso durante a sua conferência de imprensa sobre sua lesão no ombro.
Em uma derrota contra o Atlanta Braves em 29 de julho, Halladay conseguiu seu strikeout número 2.000 para se tornar o 67 arremessador na história da MLB a atingir a marca.

### 2013
O ano de 2013 foi um ano de altos e baixas para Halladay. Após uma temporada com números bem abaixo do seu comum, ele resolveu se aposentar, citando as contusões e o desejo de ficar mais com a família como motivos.

## Morte
Em 7 de novembro de 2017, Halladay faleceu após cair com seu avião ICON A5 no Golfo do México. Relatos iniciais dizem que a queda aconteceu por volta de 16 quilômetros da costa de St. Peterburg, Flórida, em águas de 1,80 metro. O xerife do Condado de Pasco, atendeu ao chamado de um acidente por volta de meio-dia, dizendo que um avião esportivo tinha caído de ponta  cabeça em águas rasas. O avião foi relatado como sendo de Halladay. Ele tinha feito um tweet sobre sua alegria em ter adquirido o avião, que estava registrado em nome de seu pai, um piloto comercial aposentado.